# Parandra puncticeps
Parandra puncticeps là một loài bọ cánh cứng trong họ Cerambycidae. Loài này có hình dạng đặc biệt, phẳng hơn và song song hơn bình thường ở các đồng minh của nó, và toàn bộ chiều rộng của ngực được áp sát vào phần gốc của cánh. Điều đó làm sự phân rõ giới tính giảm đi rất nhiều. Dài 19-26mm; chiều rộng 6 ½ - 8 ½ mm.
Parandra puncticeps được D. Sharp mô tả năm 1878